# Sturisomatichthys tamanae
Sturisomatichthys tamanae är en fiskart som först beskrevs av Regan 1912.  Sturisomatichthys tamanae ingår i släktet Sturisomatichthys och familjen Loricariidae. Inga underarter finns listade i Catalogue of Life.